# Ingvar Blicher-Hansen
Ingvar Balduin Blicher-Hansen (18. maj 1911 i Græsted – 13. juli 1995) var en dansk direktør, impresario og forfatter, der blev kendt som en af initiativtagerne til opførelserne af musicalen My Fair Lady i Falkonerteatret i 1959-60. 
Medlem af vokalgruppen De 3 fra Radioen (1935-45).